# Landolphia uniflora
Landolphia uniflora är en oleanderväxtart som först beskrevs av Otto Stapf, och fick sitt nu gällande namn av Marcel Pichon. Landolphia uniflora ingår i släktet Landolphia och familjen oleanderväxter. Inga underarter finns listade i Catalogue of Life.